# Сокіл (Луцький район)
Со́кіл (стара назва Сокуль) — село в Україні, у Луцькому районі Волинської області. Входить до складу Рожищенської міської громади. Населення становить 797 осіб.

## Символіка
Печатка ратуші, відома з 1629 року, мала зображення родового герба князів Єловицьких, власників поселення: у червоному полі золотий портал, над яким срібний хрест.

## Історія
Одна з легенд, розповідає, що в сиву давнину на місці села були непрохідні ліси і що саме тут троє мисливців знайшли сокола, який був ними приручений і став першим помічником під час полювання. Вигідне географічне положення — ліси, родюча земля, річка Стир — все це приваблювало сюди перших поселенців.

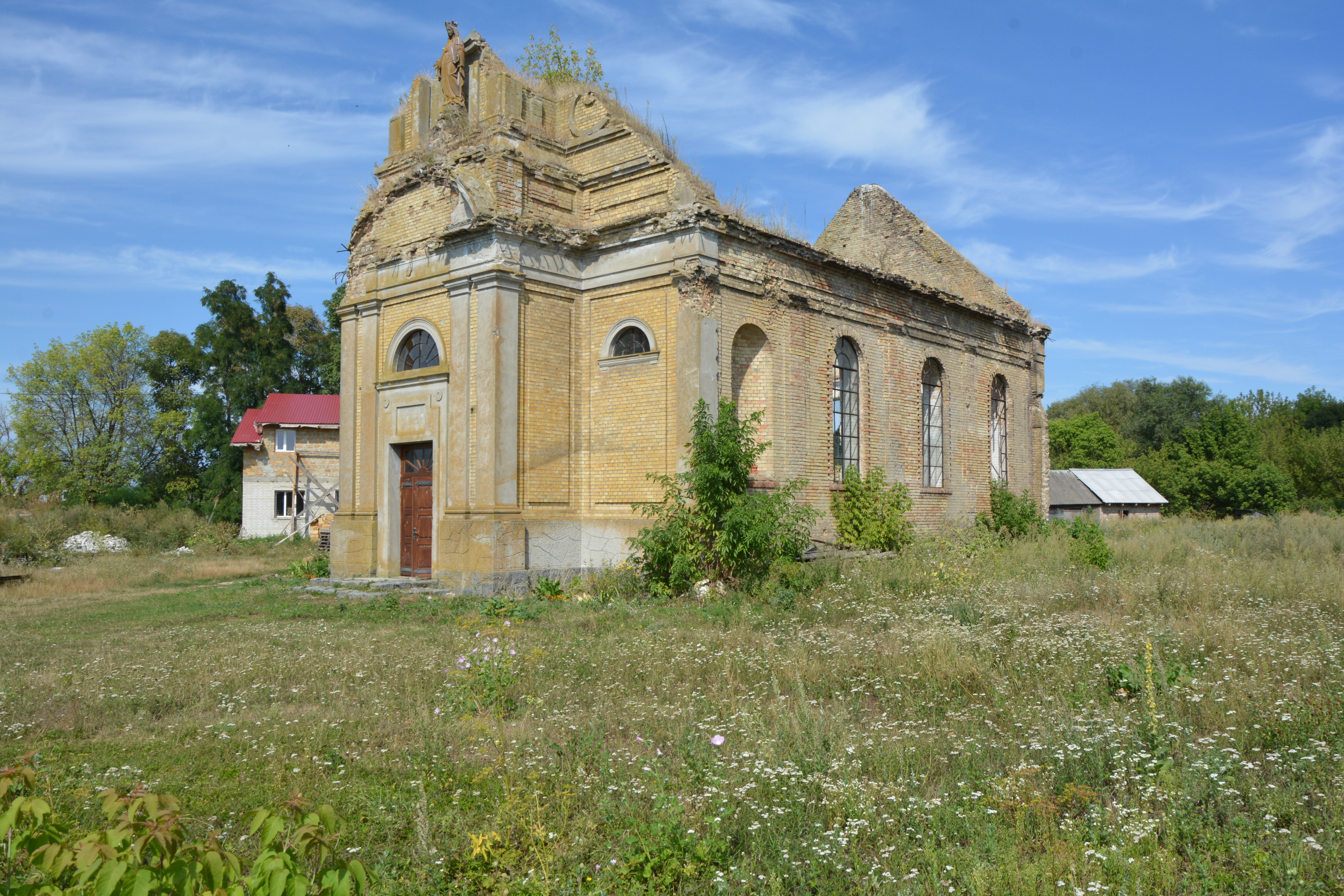
Костел Святих Петра і Павла (1907 р.)

Історія поселень сягає XI—XII ст., коли Сокуль стає одним із стратегічних пунктів на річці Стир. Першими поселенцями були ремісники, купці, селяни, що рятувались від татаро-монгольських орд Батия. 
Десь в добу Галицько-Волинського князівства стає відоме поселення, княже містечко Сокуль. На початку постав замок, розташований на березі річки, оточений земляними валами, висота яких ще й тепер сягає 5-ти метрів, а ширина 10-ти метрів. Сокульський замок був на той час важливим стратегічним пунктом і являв собою досить неприступне укріплення. Лад земляними валами підіймався дерев'яний паркан з важких дубових колод. Вхід до замку з західної сторони перекривала в'їзна брама. Перед нею знаходився висячий міст, при потребі він підіймався і опускався через заповнений водою рів перед валами, довжина збережених земляних валів замку — 90 метрів, ширина — 80. Археологи провели на цьому місці розкопки і підтвердили своїми дослідженнями, що на території колишнього замку ще в Х-XII століттях існувало давньоруське поселення. 

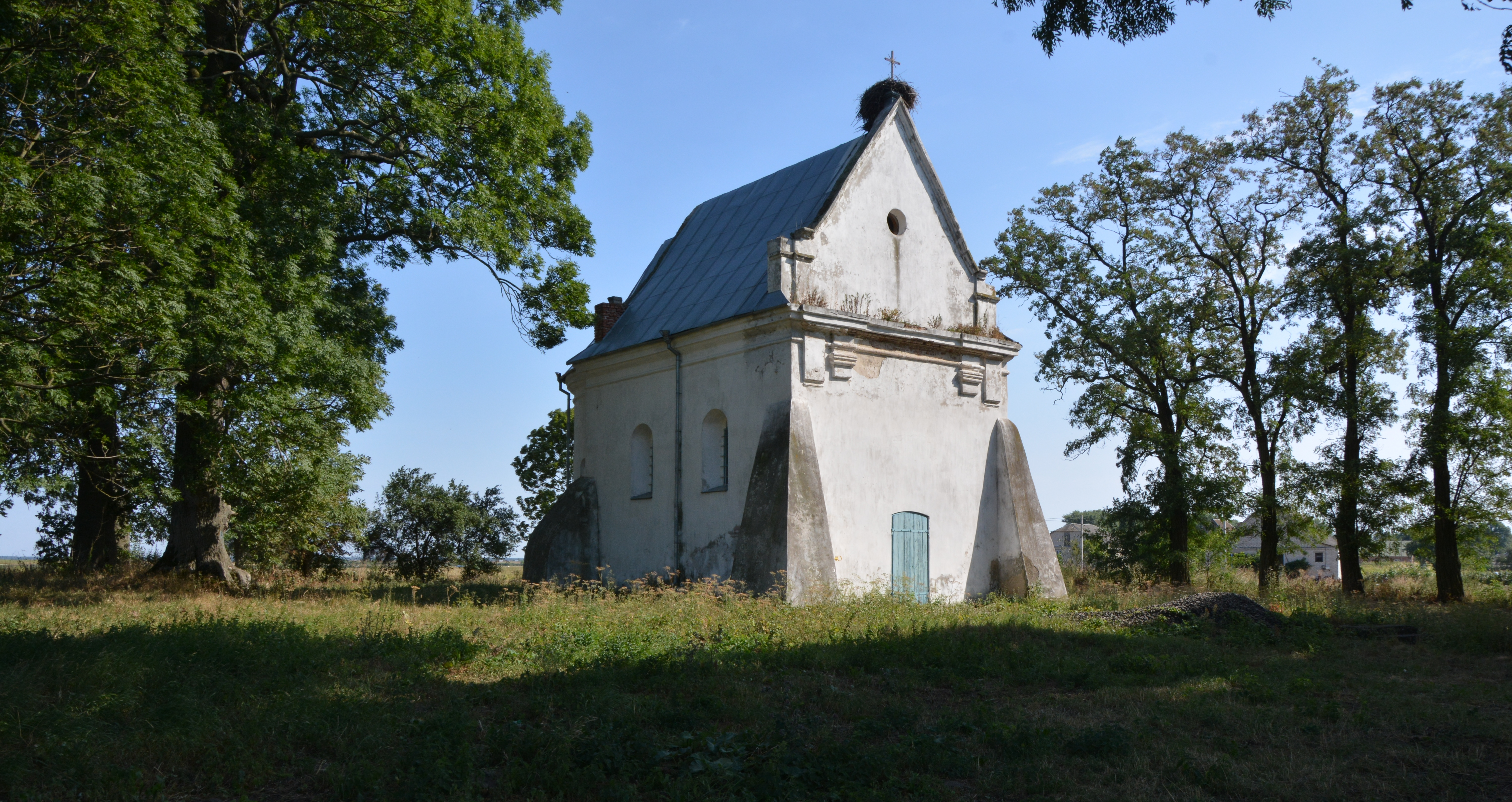
Церква Успіння Пресвятої Богородиці (1816 р.)

В археологічному пам'ятнику Волині (Рожищенсъкий район) зазначено, що в південній частині села на мисі першої надзаплавної тераси лівого берега р. Стир висотою 8-10 м над рівнем заплави та на схід від шосейної дороги — багатошарове поселення гребінцево-накольчастої кераміки, давньоруського періоду Х-ХІІст., площею 1га. Документи давнього літописного «Пам'ятника» Почаївського монастиря свідчать, що княже заселення Сокуль дійсно існувало ще в домонгольський період, тобто до 1224 року. Головне заняття населення в ХІІ-XIII століттях — землеробство, тваринництво, рибальство, мисливство. Біля замку в Сокулі виростають будинки селян, ремісників, купців. Населення з кожним роком розростається. В XIV—XV століттях його оточували високі земляні вали, що захищали від ворожих нападів.
У XV—XVII століття містечко далі забудовується і розвивається. В 1564 році містечко Сокуль отримало від литовського князя Сигізмунда Августа і короля Польщі магдебурзьке право. За цим правом воно звільнялось від влади місцевого князя, мало свої органи місцевого самоврядування, що, звичайно сприяло до його майбутнього економічного і культурного розквіту. В 1577 році князь Сокульський платив від містечка королівській скарбниці від 30 ринкових домів, 248 вуличних домів, 60 убогих домів, 8 лозних людей. Наприкінці XVII століття у містечку проживає 777 мешканців, було дві церкви, костел, синагога, дві крамниці, 17 ремісників, щорічно відбувались дві ярмарки.

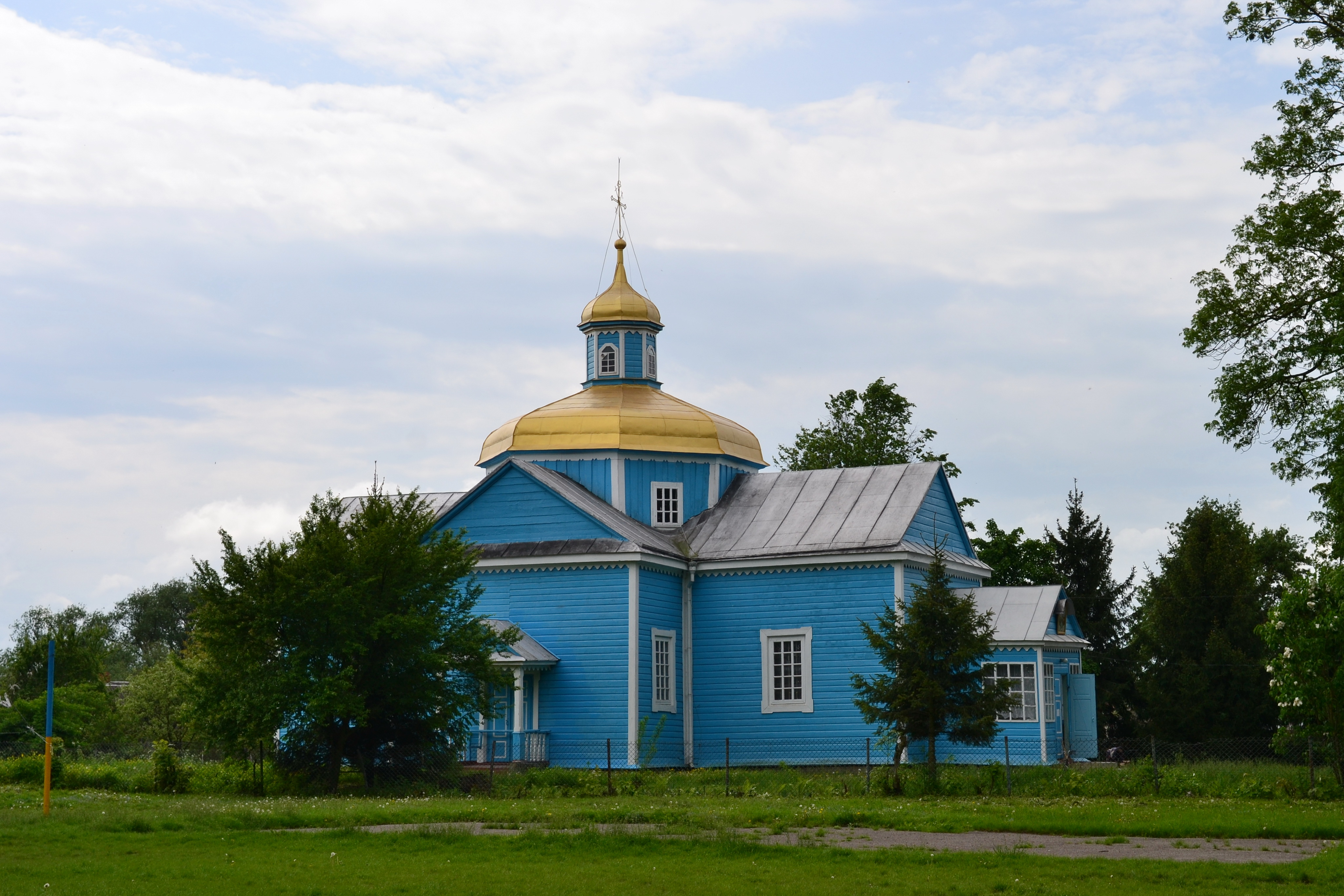
Церква Святої Трійці (дерев'яна, 1853 р.)

Перша згадка про бібліотеку села Сокіл датується 1816 роком, коли було перебудовано храм Успіння Божої Матері і при ньому було встановлено школу та бібліотеку. Далі бібліотека функціонувала при церковно-приходській школі та в хатах-читальнях.
За переписом 1911 року в містечку Сокуль було 209 дворів, 1453 мешканці 3 них основне населення — українці, більше сотні євреїв, багато польських сімей.
У 1929 р. на Сокіл поширені правила міської забудови.
В липні 1943 року село оточили німецькі есесівці і мадярські війська загнали людей до Троїцької церкви, щоб спалити всіх живцем, але людей було врятовано, нацистами було спалено 189 житлових будинків і 245 господарських будівель. 35 осіб вивезли на каторжні роботи до Німеччини. 66 мешканці загинуло смертю хоробрих у боротьбі з ворогом. Під час польсько-українського конфлікту на Волині село Сокіл було спалено, 19 мешканці замордовано поляками.
12 червня 2020 року, згідно з розпорядженням Кабінету Міністрів України  № 708-р, село увійшло до складу Рожищенської міської громади.
19 липня 2020 року, в результаті адміністративно-територіальної реформи та ліквідації Рожищенського району, село увійшло до складу новоутвореного Луцького району.

## Населення
Згідно з переписом УРСР 1989 року чисельність наявного населення села становила 897 осіб, з яких 414 чоловіків та 483 жінки.
За переписом населення України 2001 року в селі мешкали 804 особи.

### Мова
Розподіл населення за рідною мовою за даними перепису 2001 року:
| Мова       | Відсоток |
| ---------- | -------- |
| українська | 98,62 %  |
| російська  | 1,38 %   |

## Відомі уродженці села
- Богачук Олександр Теофілович (18 грудня 1933 — 18 травня 1994) — український поет, журналіст.
- Єлізар'єв Руслан Євгенович (4 грудня 1971 — 30 листопада 2015) — молодший сержант Збройних сил України, учасник російсько-української війни.
- Кравчук Владислав Олександрович (18 травня 1999 — 25 травня 2024) — військовослужбовець, солдат 3-ї окремої штурмової бригади.
- Пушкарчук Алла Вікторівна (18 листопада 1994 — 25 квітня 2024) — українська журналістка, редакторка, театрознавиця, учасниця російсько-української війни.

## Галерея

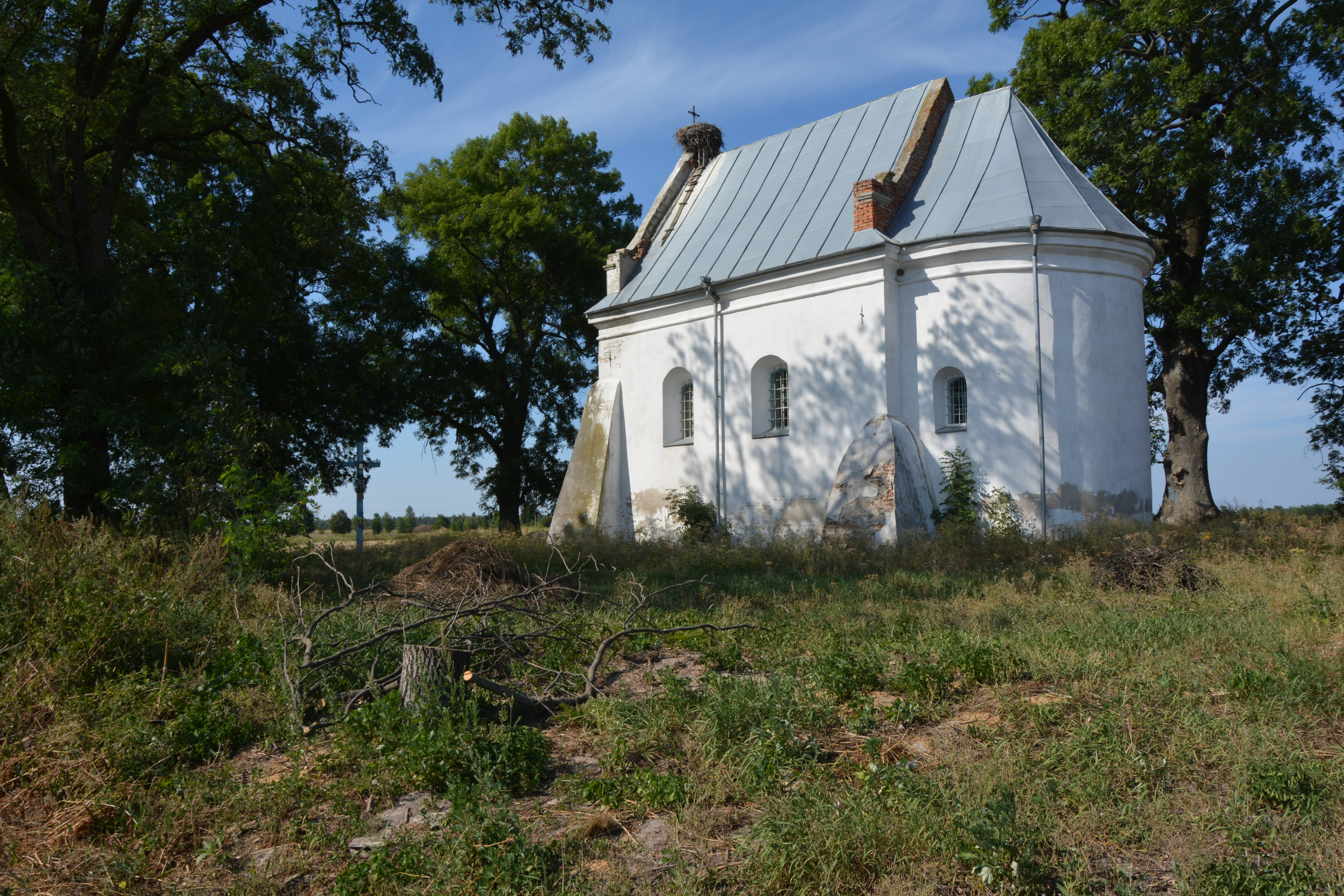
Церква Успіння Пресвятої Богородиці
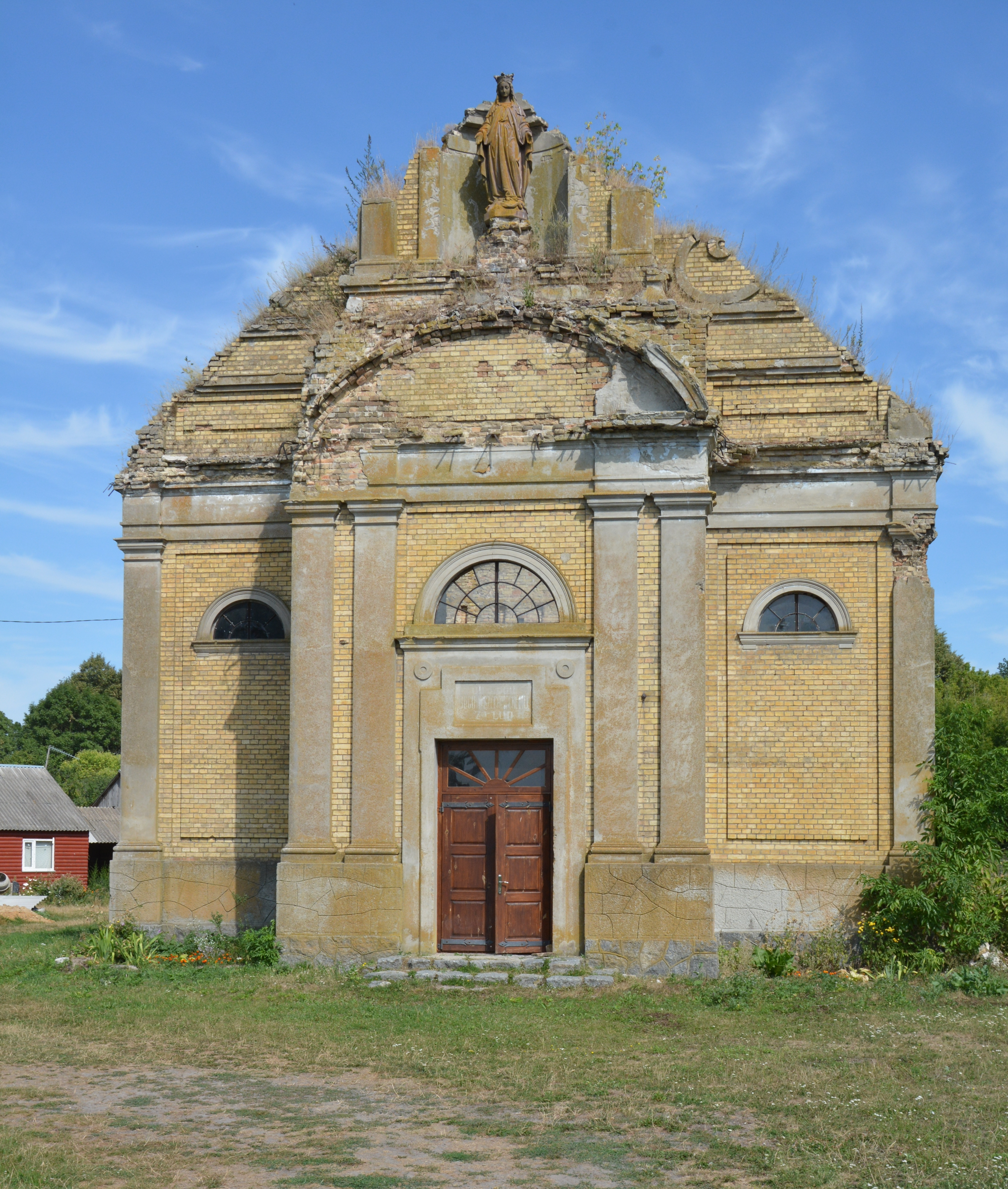
Костел Святих Петра і Павла, центральний вхід
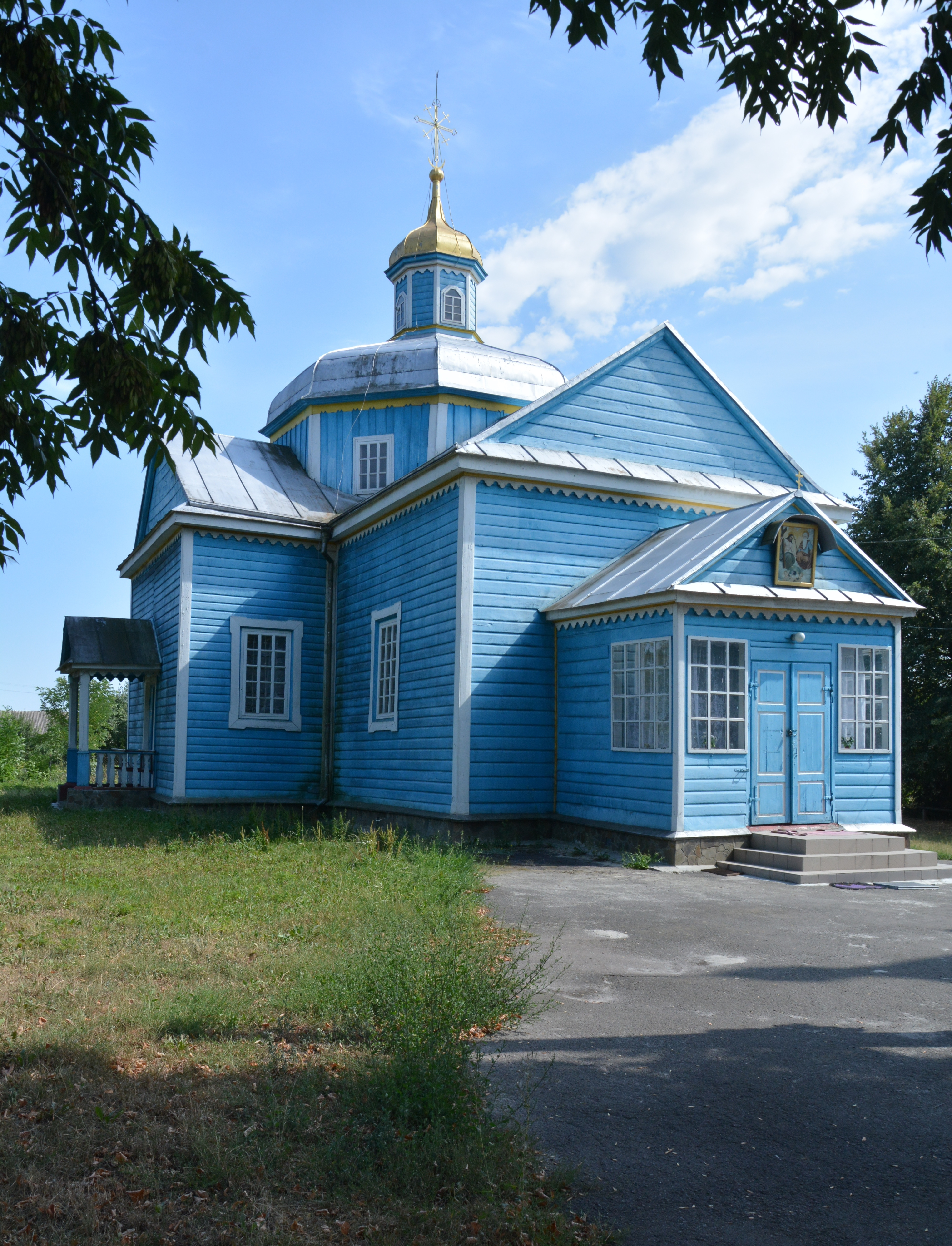
Церква Святої Трійці (дерев'яна, 1853 рр.)
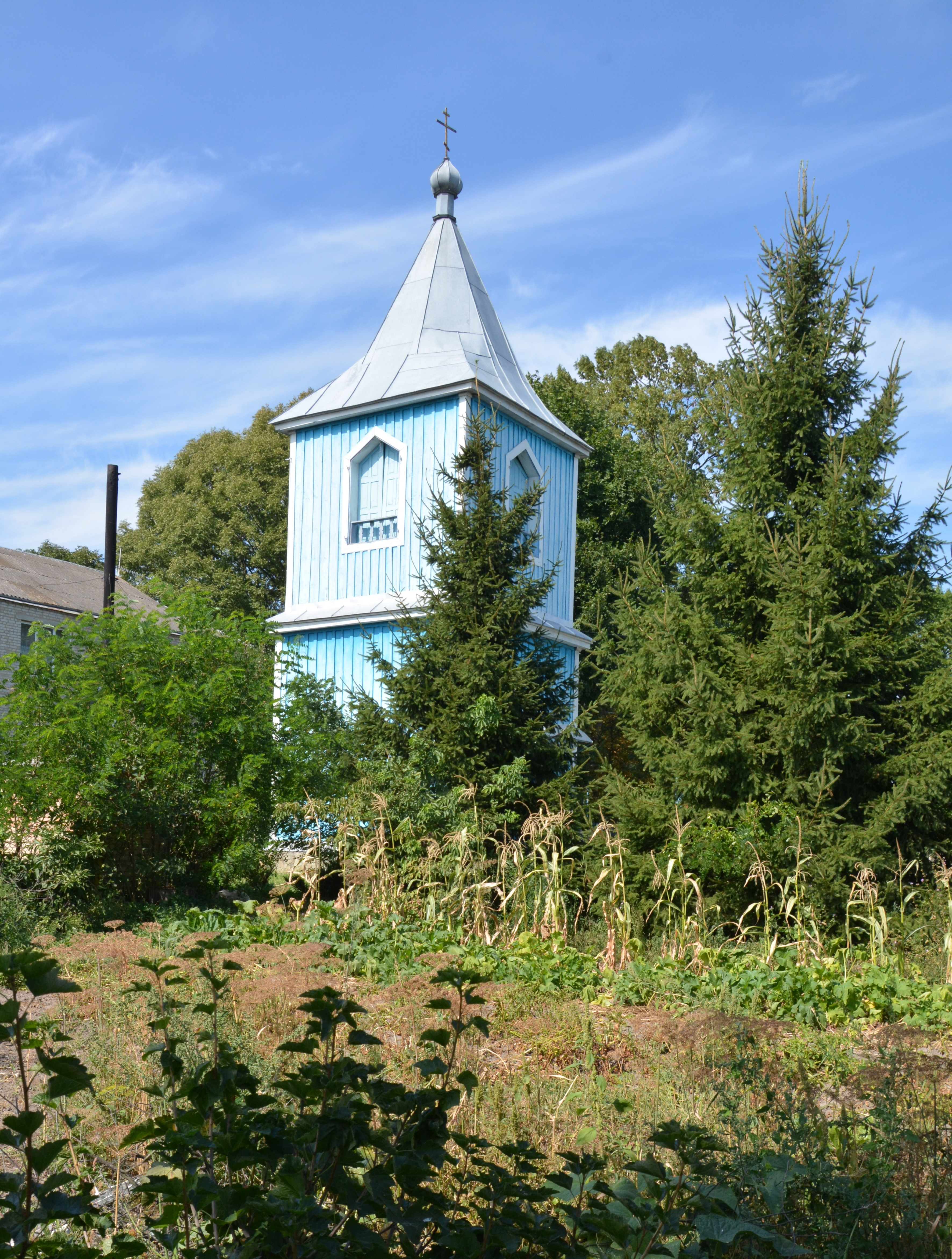
Дзвіниця Церкви Святої Трійці (дерев'яна, 1853 рр.)
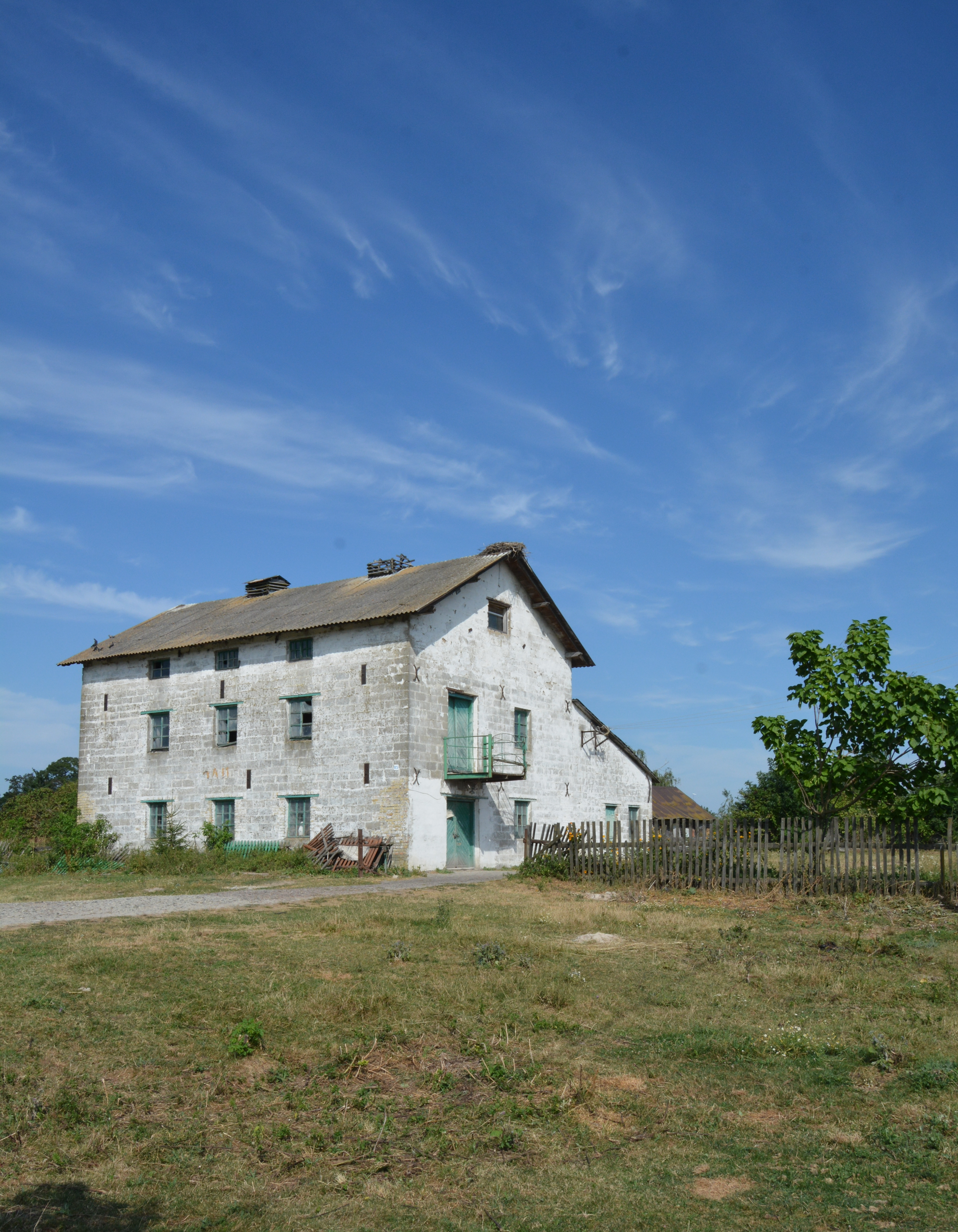
Млин (початок XX ст.)
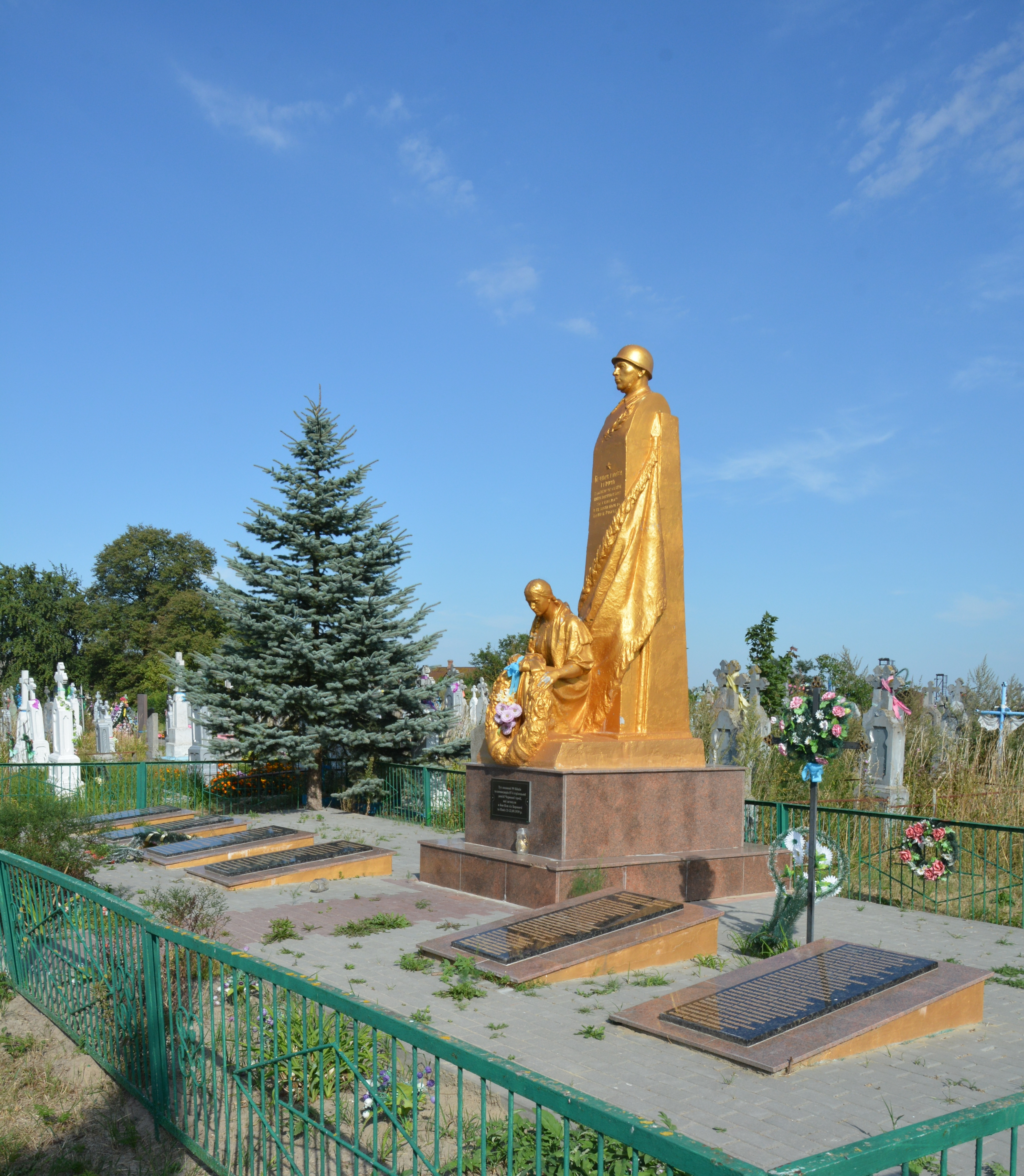
Пам'ятник та братські могили воїнів, загиблих у Другій світовій війні